# Johanna Olivares
Johanna Mariechen Olivares Gribbell es una psicóloga y política chilena, miembro de Renovación Nacional (RN). Se desempeñó, desde noviembre de 2021 hasta 2022, como subdirectora del Servicio Nacional de la Mujer y la Equidad de Género (SernamEG) de su país bajo el segundo gobierno de Sebastián Piñera y el gobierno de Gabriel Boric.

## Estudios
Es psicóloga y magíster en psicología clínica de la Universidad de Santiago (Usach). También es educadora de párvulos, titulada en la Universidad Metropolitana de Ciencias de la Educación.

## Trayectoria pública
Militante de Renovación Nacional (RN), en las elecciones de consejeros regionales de 2013 fue candidata a consejera regional (CORE) por la provincia de Cachapoal, en la Región de O'Higgins, resultando electa por el periodo 2014-2018. Luego, en 2018 se desempeñó como directora regional Metropolitana del Servicio Nacional para la Prevención y Rehabilitación del Consumo de Drogas y Alcohol (Senda), como coordinadora regional en O’Higgins de esta misma institución y en la Municipalidad de Ñuñoa.
Posteriormente, en 2019, ejerció como directora regional Metropolitana del Servicio Nacional de la Mujer y la Equidad de Género (SernamEG), cargo al que accedió a través de concurso de Alta Dirección Pública (ADP). En febrero de 2021, fue nombrada por la directora del SernamEG Carolina Plaza, como subdirectora del organismo. Asumió la titularidad interina del Servicio Nacional de la Mujer luego de la renuncia de Plaza el 13 de marzo de ese año.
Asumió una candidatura para diputada en las elecciones parlamentarias de 2021 por el distrito 15 sin renunciar a su cargo como directora subrogante del Servicio Nacional de la Mujer y la Equidad de Género, lo que generó críticas dentro de la institución, seguido de eso aclaró que pidió vacaciones sin goce de sueldo. Sin resultar electa, regresa al SernamEG en calidad de subdirectora.

## Historial electoral

### Elecciones de consejeros regionales de 2013
- Elecciones de Consejeros Regionales de 2013, candidata a CORE para la Circunscripción Provincial de Cachapoal II[6]

| Candidato                   | Pacto                    | Partido | Votos  | %    | Resultado |
| --------------------------- | ------------------------ | ------- | ------ | ---- | --------- |
| Juan Pablo Díaz Burgos      | Nueva Mayoría para Chile | PDC     | 11 633 | 8,66 | Consejero |
| Eugenio Bauer Jouanne       | Alianza                  | UDI     | 11 253 | 8,38 | Consejero |
| Francisco Parraguez Leiva   | Nueva Mayoría por Chile  | IC      | 10 550 | 7,86 | Consejero |
| Óscar Ávila Méndez          | Nueva Mayoría para Chile | PS      | 7711   | 5,74 | Consejero |
| Fernando Verdugo Valenzuela | Nueva Mayoría por Chile  | PRSD    | 7488   | 5,58 | Consejero |
| Johanna Olivares Gribbell   | Alianza                  | RN      | 6440   | 4,79 | Consejera |

### Elecciones parlamentarias de 2021
- Elecciones parlamentarias de 2021, candidato a diputado por el distrito 15 (Codegua, Coinco, Coltauco, Doñihue, Graneros, Machalí, Malloa, Mostazal, Olivar, Quinta de Tilcoco, Rancagua, Rengo y Requínoa).[7]

| Candidato                   | Pacto                    | Partido  | Votos  | %     | Resultado |
| --------------------------- | ------------------------ | -------- | ------ | ----- | --------- |
| Raúl Soto Mardones          | Nuevo Pacto Social       | PPD      | 55 103 | 27.76 | Diputado  |
| Diego Schalper Sepúlveda    | Chile Podemos Más        | RN       | 17 096 | 8.61  | Diputado  |
| Marcela Riquelme Aliaga     | Apruebo Dignidad         | Ind-CS   | 11 494 | 5.79  | Diputada  |
| Natalia Romero Talguia      | Chile Podemos Más        | Ind-UDI  | 10 336 | 5.21  | Diputada  |
| Juan Masferrer Vidal        | Chile Podemos Más        | UDI      | 9522   | 4.80  |           |
| Natalia Sánchez Aceituno    | Nuevo Pacto Social       | PS       | 6678   | 3.36  |           |
| Hugo Boza Valdenegro        | Apruebo Dignidad         | FRVS     | 6136   | 3.06  |           |
| José Miguel Urrutia Celis   | Chile Podemos Más        | UDI      | 5910   | 2.98  |           |
| Alejandra Carreño Pérez     | Partido de la Gente      | PDG      | 5636   | 2.84  |           |
| Carolina Fernández González | Partido Ecologista Verde | PEV      | 5541   | 2.79  |           |
| Raisa Martínez Muñoz        | Apruebo Dignidad         | PCCh     | 5205   | 2.62  |           |
| Roberto Villagra Reyes      | Apruebo Dignidad         | Ind-FRVS | 5121   | 2.58  |           |
| Fuad Hamed Sleman           | Frente Social Cristiano  | Ind-PRCh | 5043   | 2.54  |           |
| Felipe Letelier Norambuena  | Nuevo Pacto Social       | Ind-PS   | 3649   | 1.84  |           |
| Johanna Olivares Gribbell   | Chile Podemos Más        | RN       | 3598   | 1.81  |           |
| Marta González Olea         | Nuevo Pacto Social       | Ind-PPD  | 1968   | 0.99  | Diputada  |